# Alfred Bachmann (Ruderer)

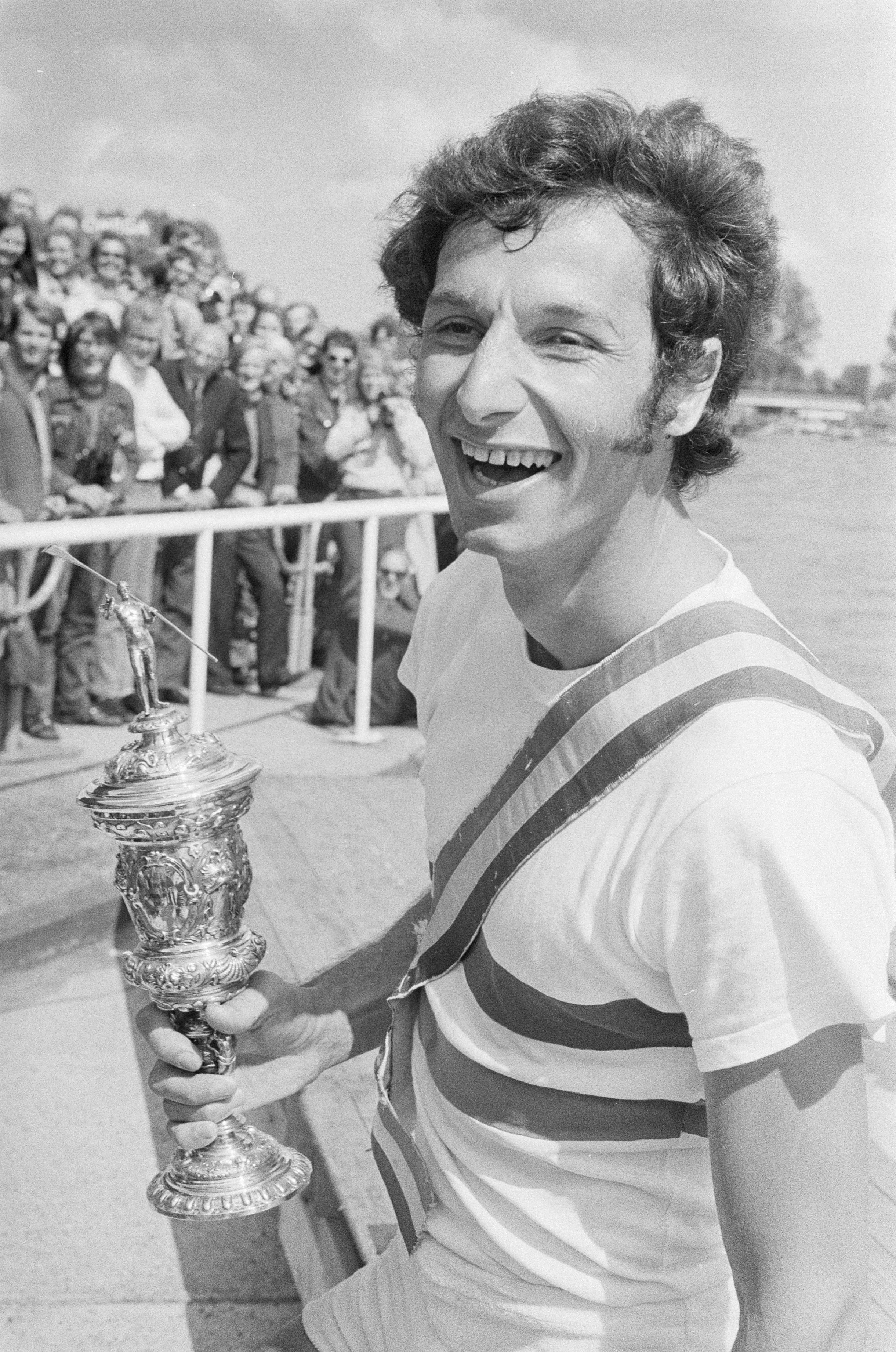
Alfred Bachmann 1971 in Amsterdam

Alfred «Fredy» Bachmann (* 31. März 1945) ist ein ehemaliger Schweizer Ruderer. 
Der 1,80 m grosse Bachmann ruderte für den See-Club Luzern. Bei den Olympischen Spielen 1972 gewann Bachmann zusammen mit Heinrich Fischer die Silbermedaille im Zweier ohne Steuermann hinter Siegfried Brietzke und Wolfgang Mager aus der DDR. Zuvor erruderte er bereits bei den Ruder-Europameisterschaften 1971 in Kopenhagen einen fünften Platz im B-Final des Männer-Einers.